# ジョアン・デ・ブラガンサ (ベージャ公)
ジョアン・デ・ブラガンサ（ポルトガル語: João de Bragança, 1842年3月16日 - 1861年12月27日）は、ポルトガルの王族。女王マリア2世とその王配フェルナンド2世の間の王子。ベージャ公の儀礼称号で呼ばれた。
全名はジョアン・マリア・フェルナンド・ペドロ・デ・アルカンタラ・ミゲル・ハファエル・ガブリエル・レオポルド・カルルシュ・アントニオ・グレゴリオ・フランシスコ・デ・アシス・ボルジャ・ゴンザーガ・フェリクス・デ・サクセ＝コブルゴ＝ゴータ・イ・ブラガンサ（João Maria Fernando Pedro de Alcântara Miguel Rafael Gabriel Leopoldo Carlos António Gregório Francisco de Assis Borja Gonzaga Félix de Saxe-Coburgo-Gota e Bragança）。

## 略歴
ジョアンは軍人としての教育を受け、騎兵連隊の連隊長（大佐）となった。ジョアンはすぐ上の兄のポルト公ルイスとともにイギリス、フランスを訪れていた時、長兄のペドロ5世が俄かにコレラを発病して急死したため、ポルト公がルイス1世として王位を継承し、ジョアンはその推定相続人となった。しかしジョアンはペドロ5世の死の1ヶ月後に兄と同じくコレラにかかり、未婚のままわずか19歳で亡くなった。
ブラガンサ家の墓所があるサン・ヴィセンテ・デ・フォーラ修道院に葬られた。